# 塞芒人
塞芒人（Semang、Seemang、Siamang），又譯賽孟人，是一支矮黑人民族，分布於馬來半島北部及泰國南部，被認為是馬來半島上最早的原住民，也是全世界體型最矮小的民族之一。其特徵是肌肉線條勻稱、黑褐色的肌膚、短而捲的頭髮、臉圓而寬、扁鼻、唇厚。
根據其墓葬，可追溯到一萬年前，现已不到3000人（1961年）。

## 特徵
成年男性平均身高約153.6公分，女性約142.7公分，是世界上最矮的民族之一。皮膚為暗褐色至黑色。虹膜為暗褐色。毛髮短而捲；頭髮為暗褐的黑色。鼻扁，唇厚。

## 民族分布、人口及語言

### 民族分布
塞芒人一般生活在泰國南部和馬來西亞半島北部的一級和二級熱帶雨林低地和山麓，屬於熱帶雨林氣候，長年炎熱多雨，正常年雨量大約為1,750毫米至2,000毫米，全年每月平均氣溫超過18℃（64℉），季節差異極不明顯。絕對位置約在北緯3°55'到7°30，東經99°50到102°45之間。

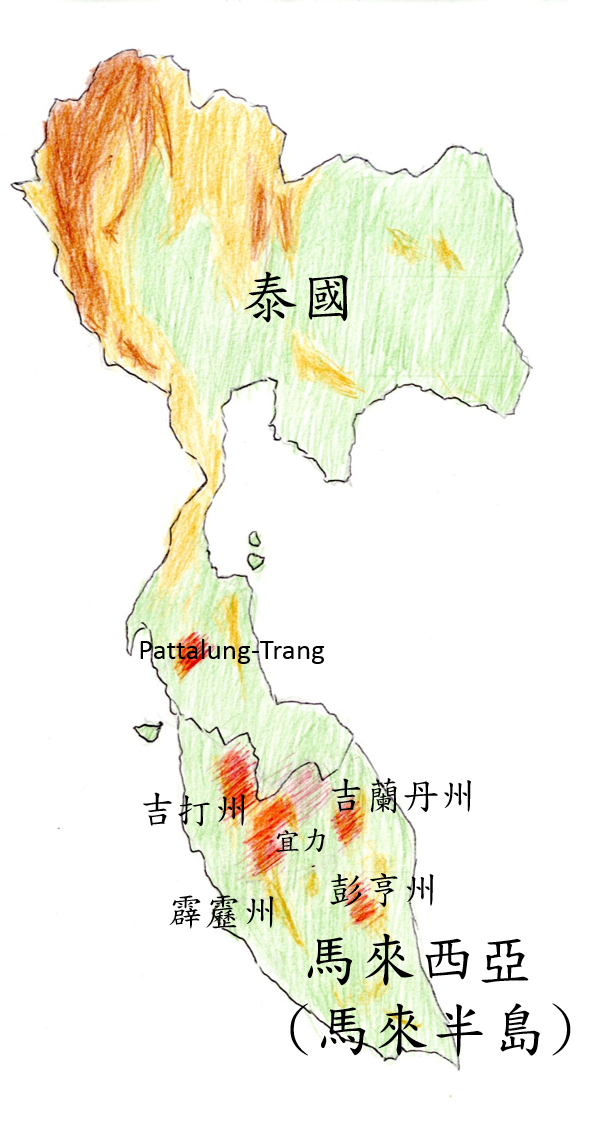
紅色區塊為塞芒人大致分布地區

### 人口
自20世紀起，塞芒人的人口約維持在2000人以上。1986年原住民事務部統計結果:
Kintak群107人， Kensiu群 135人 ，Jahai群 873人， Mendriq群 144人， Batèk 群(包括Batèk Dè', Batèk Tè', Batèk Nòng, 和 Mintil) 822人,  Lanòh群 229人。
近年粗估，總人口已增加到4000人以上。

### 語言
在語言學分類上，目前仍存在的塞芒人語言共有九種，分別是:
- 吉打州東部（華玲附近）和泰國南部（也拉府）的Kensiu群
- 霹靂州西北部（靠近宜力）的Kintak群
- 霹靂州東北部及吉蘭丹州西北部的Jahai群
- 西北部霹靂州（靠近宜力）的Lanòh群
- 吉蘭丹州中部的Mendriq群
- 吉蘭丹州東南部和彭亨州北部的 BatèkDE'群
- 彭亨中心（靠近而连突县）的Batèk Nòng群
- 彭亨州中北部（靠近Cegar Perah）的Mintil群
- 泰國南部Pattalung-Trang地區的Mos群（或稱Chong群）

另外，在泰國南部還有許多獨立的語言團體。
塞芒人的語言屬於南亞語系孟高棉語族，並融合諸多馬來語方言。

## 歷史沿革
塞芒（Semang、seemang、siamang）是自19世紀以來廣泛通用的名稱，來源可能來自Central Aslian語支sema語，義為「人」。馬來人將塞芒人和其他馬來半島土著合稱為「撒凱人」（拼音為Sakai或Sakei，意為「野蠻人」、「奴隸」）或「原住民」（Orang Asli）；泰國人稱其為「Ngò' Pa」（意為「捲髮人」）；塞芒人則自稱「Mani」（馬尼人），意為「我們這種人」。
塞芒人的起源可能來自生存於10000到3000年前馬來半島的狩獵採集者Hoabinhian人群(和平文化)。約在4000年前，部分Hoabinhian人開始以定耕農業為生，而維持狩獵採集習性的Hoabinhian人便成為塞芒人的祖先。
塞芒人與婆羅洲達雅族、蘇門答臘巴塔克人有長久的通婚歷史。從有關向其他土著民族借取吹箭技術的傳說，可得知他們的確有與異民族交流的經驗。
塞芒人與早期的馬來人曾有過融洽的貿易關係。但隨著馬來人口增多及國家政策的迫害，關係逐漸惡化。19世紀時，塞芒人和其他馬來半島土著被頻繁得當作奴隸交易，直到英國殖民政府於19世紀末期禁止奴隸制，並立法保護原住民後，處境才略顯好轉。
1954年，原住民事務部成立，提供馬來半島土著教育、醫療服務，及協助發展經濟。
1970年代，馬來亞共產黨叛軍在馬來半島與泰國、馬來西亞政府展開游擊戰。塞芒人遊群由於生活於叢林中，常被政府軍誤認為是叛軍營地而受到戰火波及。
如今，因為馬來政府強迫馬來半島土著信仰伊斯蘭教，使塞芒人和馬來人之間的民族關係仍顯緊張。和華僑、印度裔移民、其他土著的關係則相對和諧。

## 社會、家庭與婚姻

### 社會
塞芒人屬於遊群社會，一個遊群約為15到30人組成。遊群中沒有權力階層化的現象，個人自主性受到推崇。男性或女性都可做為領導者，但並無要求族人絕對服從的權力。原住民事務部會指定「頭人」，但僅作為仲裁糾紛、與外界接觸的媒介者。
塞芒人有性別分工，是基於實際考量，而非意識形態。一般來說，男人與女人都可以狩獵、製造獵具、採集食物、農耕及養育小孩，但男性會偏重於需要力量的工作(如爬樹採集、長征狩獵)，女性偏重於靜態工作(如釣魚、挖掘採集)

### 財產
一個遊群會佔有一塊地作為地盤(the saka)，地盤內物資的所有權為遊群共有。部分塞芒人遊群准許個人擁有果樹及製造吹箭的毒樹作為私有財產，並可傳給子嗣。地盤的主人(以遊群為單位)有權向拿取地盤物資的其他遊群索取賠償。

### 家庭
塞芒人以核心家庭(父母與子女)為單位。核心家庭可以自由地離開所屬遊群以加入其他遊群。一個遊群內可能包含幾個大家庭，但形成時間短暫，常因核心家庭的移動而分合。

### 婚姻
塞芒人社會中允許一夫多妻制，但實踐者很少，一般禁止姻親間的婚姻。男性若有心儀的對象，會向對方求婚，並徵得對方父母同意(但不強制)。女方父母會要求新郎送禮，大多是交易而來的貨品，而新娘則會回贈手工藝品給男方父母。行刀耕火種農業的塞芒人部落則會要求新郎到女方家無償勞動1~2年。除了Batèk Nòng群，大部分的塞芒人社會允許離婚及再婚，沒有子嗣的年輕夫婦離婚及再婚頻繁，由一方離開共同住屋表示離婚。離婚夫婦的孩子若年紀尚幼，一般隨母方居，年齡較大的孩子則能自行決定居處。通姦者會被親戚們以木棒打死，並任其屍體曝屍荒郊。

## 產業與生活

### 產業
傳統的塞芒人靠狩獵、採集、畜牧、刀耕火種、與外族交易維生。
- 狩獵方面:他們使用自製的吹箭狩獵猴子、長臂猿及鳥類，也會用魚網、魚鉤、植物毒液來捕魚。他們也曾有使用弓箭的紀錄，但這種方式目前已消失。
- 採集方面:除了野生山藥，共有12種以上的碳水化合物為主食。其他食物包括竹筍、乾果、時令水果、蜂蜜。
- 畜牧方面:雞是主要的經濟牲畜。有些塞芒人會蓄養狗來當作守衛，但並不作為獵犬。小猴子、鳥類也常被作為寵物。
- 與外族交易:自十九世紀初，移民逐漸移入馬來半島，塞芒人開始以森林採集的物資(如蜂蜜、藤、林木、蠟、樹酯、植物藥材)與來自馬來西亞及中國的批發商交易奢侈品(如菸草、農作物、工業產品)。
- 刀耕火種農業:作物為旱稻、木薯、玉米、紅薯。[2]

### 住家

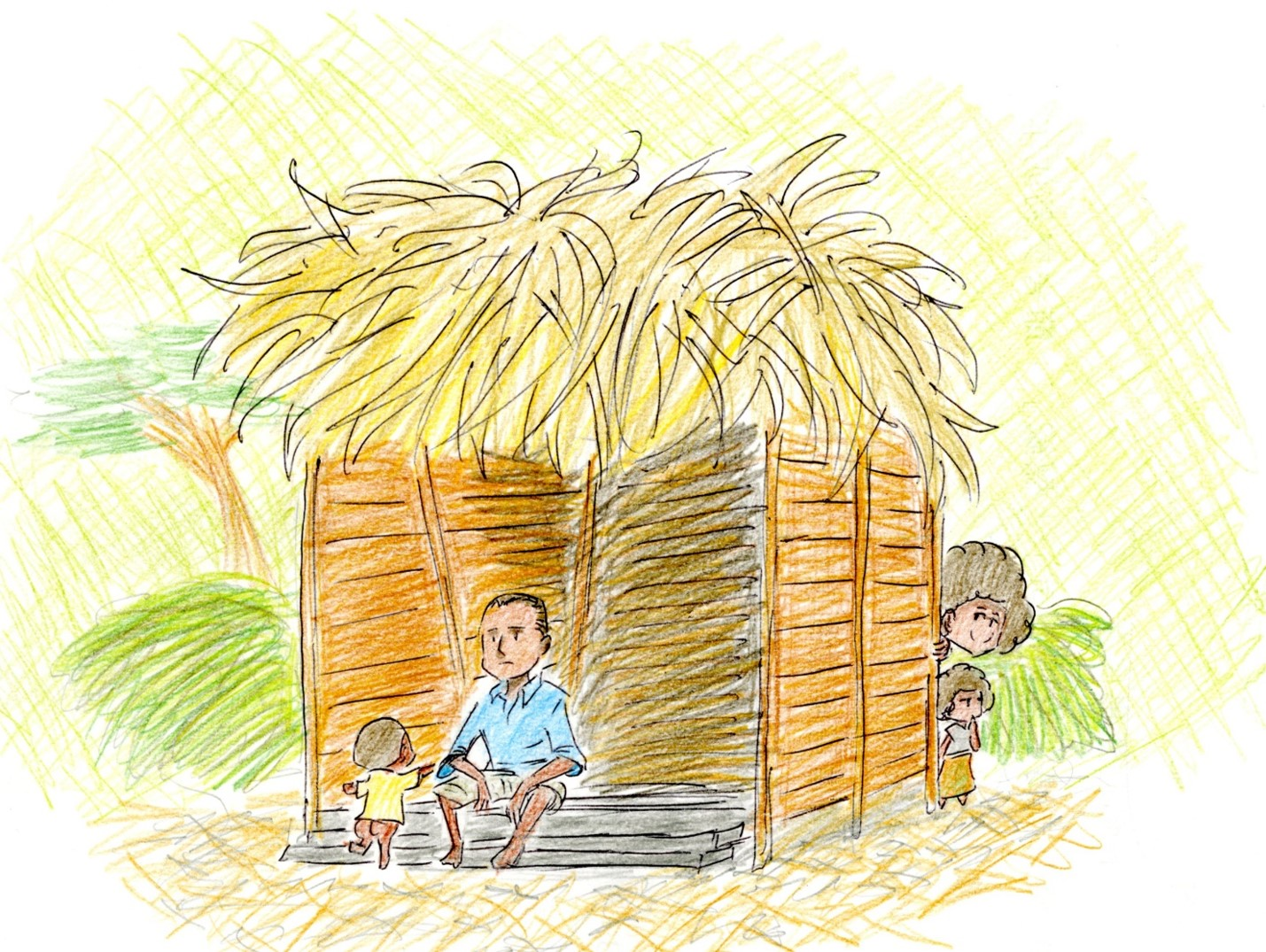
塞芒人以竹葉、樹枝搭建的臨時住屋

塞芒人沒有固定居所。他們會開闢臨時營地，居住時間從一天晚上到六星期以上不等。一個營地有2~20個以樹葉、樹枝搭建的簡易營帳。一個營帳內可住一組核心家庭、一個寡婦、一個鰥夫、或一群未婚男女。
在選定紮營地點時，塞芒人會遵守以下要點:
1. 營地不能處於低漥處，而是有些微斜度，可使雨水順流移去不積水。
2. 營地必須接近「活水源」，儘量避開容易滋生蚊蟲疾病的「積水區」(死水，塞芒人稱其為endash)。水源的味道也是塞芒人考慮紮營的重要因素。
3. 營地區域必須寬敞通風，但範圍不能過大，以免觸及危險生物的地盤。
4. 營地要設在沒有死過人及鬧過鬼的地點。塞芒人相信使人頭髮直立、沒有新樹苗生長的地點便是有惡靈盤據的證據。
5. 營地範圍內不能有白蟻丘。塞芒人認為白蟻丘是惡靈的居所，會使人生病，當敬而遠之。
6. 營地必須鄰近竹林，且有豐富的資源及食物。

遭遇暴雨時，他們會轉而尋找洞穴棲身。

少數行定耕農業的塞芒人(如Lanòh、Mendriqand 、Batèk Nòng群)則搭建半永久性的小村莊為家。

### 服飾
塞芒人以打製樹皮為衣。衣服樣式簡單，男女以樹皮衣纏腰遮蓋私處，幼童則普遍裸體。

## 信仰與習俗
塞芒人的信仰屬於泛靈信仰及薩滿教。他們的宗教元素與其他馬來半島原住民擁有許多共通點。

### 世界觀
塞芒人把世界描繪成一塊平坦的陸地，被一條浮於海面，名為「納加(naga')」的巨蛇(另一說是烏龜)駝在身上，稱為「地界」。天空則是一片種滿鮮花與水果的沙地，稱為「天界」，「天界」與「地界」由「石柱界」支撐連結。創造世界的神靈將人類放置於地界，並創造雨林以供應人們生活所需。擁有超自然力量的神靈(超人)及亡者則居住於天界及石柱界。

### 超人
超人指的是擁有超自然力量與不死之身的人。超人可能是與生俱來，或是由凡人死後變成，具有人格化的特徵。
超人一般居住於天界及石柱界，但也能返回地界視察生前的居處，或聆聽族人歌唱，並藉由託夢與族人聯繫。
大部分的超人是無名的，常與自然現象有關，比如掌管水果的水果超人或支配風的風超人；有些超人具有名字和身分，便被稱為神靈（deities），其中最具代表性者為形貌神似長臂猿的雷神Karey。祂會與另一位女神地界之母Ya聯手，以雷擊、洪水、瘟疫或老虎懲罰違反禁忌(例如:焚燒水蛭、以髒話污辱動物、將不相容的食物混合烹煮)之人，進而波及整個遊群。能使雷神息怒的方式為用刀割破自己的腳脛，將流出的血與水混合後，往地面與天空拋撒。

### 哈拉
塞芒人的薩滿稱為「哈拉(hala)」，負責舉行儀式及與神靈(超人)聯繫。哈拉又分為兩種:
- 小哈拉(small hala): 藉由後天學習儀式技術的凡人，可靠著出神或作夢來與神靈交談。
- 大哈拉(big hala): 活在地界，擁有超自然力量的超人。他們能幻化成老虎，或操控其他老虎來保護塞芒人部落。資質是遺傳且不分性別的，但還是需要後天學習歌曲、法術、藥品和儀式技術。

大小哈拉若想與神靈交談，最有效的方法是在已死的哈拉墳墓前等待，當這位已死的哈拉以老虎的形態出現在地界時，以香灰拋撒將其變回人形，那他便會對施術者傾囊相授。

### 死亡與來世
塞芒人相信死者的靈魂會前往一個位於西方地平線之外的小島，或成為超人前往天界或石柱界。但在此前，死者的靈魂會以厲鬼的型態在墓地附近徘徊。為了防止生者受到厲鬼的侵害，一般會在墳墓周圍樹立標記物、燒香預防厲鬼纏身，並在葬禮儀式結束後盡快逃離現場。
屍體一般埋在淺土中。某些部落會在墳墓上放置簡易營帳，並提供死者食物與水。Batèk Dè'群的塞芒人則將死者置放於樹梢上，盼其靈魂早日進入天界，也避免飢餓的老虎來食屍。另外，生前擁有偉大事蹟的哈拉會被特別施以樹葬或露頭葬(將身體垂直埋入土中，頭部露出地面)。

## 藝術與文學
塞芒人不論男女，都喜歡以花朵、樹葉及天然顏料打扮身體。此外，他們會在吹箭、箭囊、竹梳上雕刻幾何圖形或花卉圖案，極具藝術價值。

## 現況

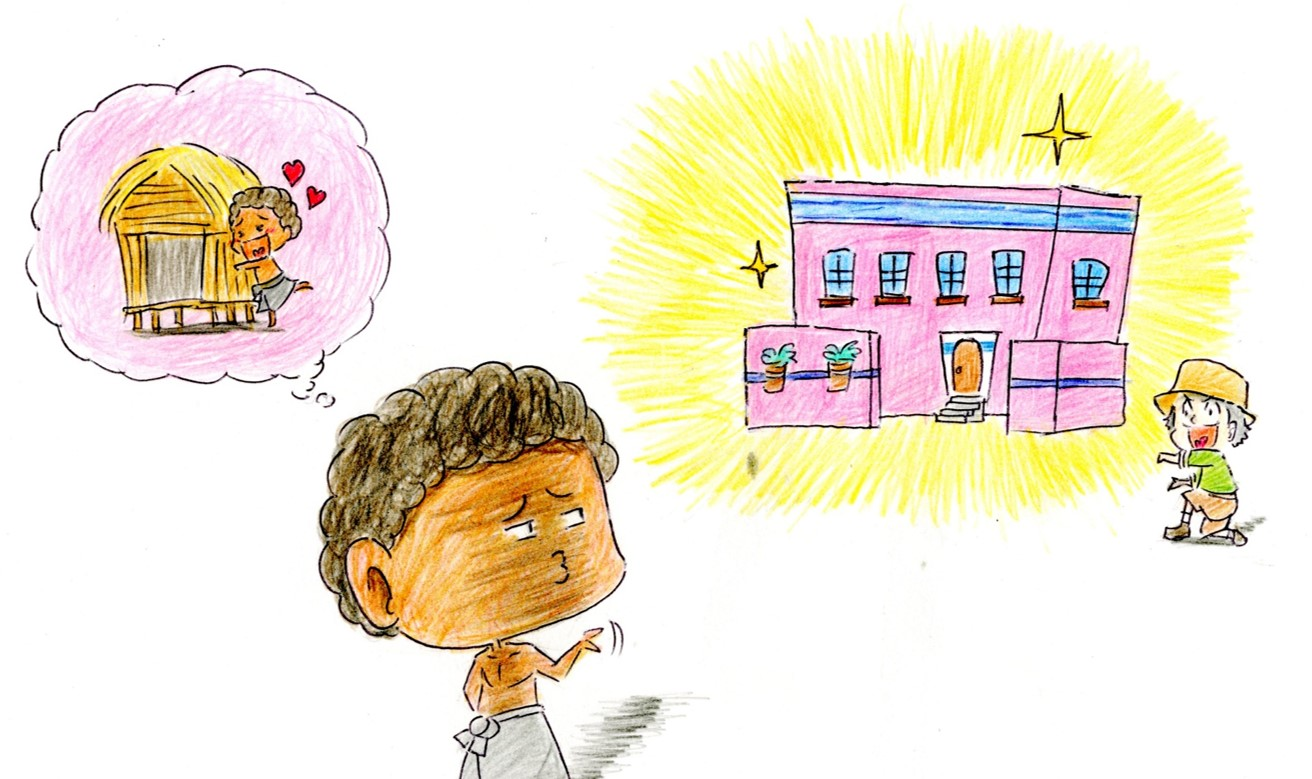
如今的多數塞芒人仍不適應現代化社會，而選擇繼續待在雨林中生活。

### 居住方式
1960年代起，原住民事務部推動「再組計畫」（regroupment projects），試圖將塞芒人遷至政府指定地，並建設馬來式木屋供其居住。但塞芒人仍習慣在森林內建設營帳，木屋只被當作集合會所使用。

### 產業
雖然原住民事務部試圖教育塞芒人放棄狩獵及採集，改種植經濟作物，但他們仍不習慣於全職務農。在農作物休耕期間，塞芒人會用山中採集到的物資與外地人作交易，或幫馬來農民採收大米以換取部分收成。也有從事體力勞動及園藝者。

### 宗教
传统上，塞芒人信奉万物有灵。但在傳教士及馬來西亞政府的政策推動下，許多塞芒人改信伊斯蘭教、佛教及基督教，但仍保留著原本的信仰。

## 外部連結
- 馬來西亞的矮黑人
- 泰國的矮黑人